# Orçamento base zero
Orçamento base zero é uma abordagem para planejamento e orçamentação que inverte a lógica tradicional do processo de orçamentação. Na orçamentação tradicional é utilizada uma abordagem incremental, na qual os gestores de departamentos justificam apenas as variações em relação aos anos anteriores, baseados na suposição de que o baseline dos anos anteriores está implicitamente aprovado. Num orçamento base zero, por outro lado, cada item do orçamento precisa ser explicitamente aprovado, e não apenas as alterações em relação ao ano anterior. Durante o processo de revisão do orçamento, nenhuma referência é feita ao nível de despesas do ano anterior. O processo de orçamento base zero requer que a solicitação orçamentária seja revisada e avaliada completamente, a partir de uma "base zero". Este processo é independente do orçamento total ou de seus itens individuais aumentarem ou diminuírem em relação aos exercícios dos anos anteriores.
A expressão "orçamento base zero" é algumas vezes utilizada em finanças pessoais para descrever a prática de "orçamento de soma zero", ou seja, a prática de orçar previamente toda a renda recebida e diminuir alguma das despesas sempre que outra for aumentada.

## Vantagens[1]
- Permite uma alocação eficiente dos recursos, uma vez que a alocação é baseada nas necessidades e benefícios, e não no histórico;
- Compete aos gestores a busca de melhorias operacionais que tenham um melhor custo x benefício;
- Ajuda a detectar orçamentos inflacionados;
- É útil para empresas de serviços cujos outputs sejam difíceis de identificar;
- Aumenta a motivação do quadro de pessoal ao dar maior iniciativa e responsabilidade pela tomada de decisões;
- Aumenta a comunicação e coordenação dentro da organização;
- Identifica e elimina processos obsoletos ou que não agregam valor (desperdícios);
- Identifica oportunidades de terceirização;
- Encoraja os gestores a olhar criticamente para a forma como os serviços são prestados;
- Os centros de custo são obrigados a identificar sua missão e sua relação com os objetivos estratégicos da organização.

## Desvantagens[1]
- Consome muito mais tempo do que a orçamentação tradicional, de base incremental;
- Obriga a justificar cada item de despesa do orçamento, o que pode prejudicar departamentos de pesquisa e desenvolvimento enquanto departamentos de produção são beneficiados;
- Requer treinamento específico dos gestores, devido a maior complexidade face à orçamentação tradicional;
- Numa organização grande, a quantidade de informação necessária para suportar o processo de orçamentação base zero pode se tornar intratável;
- A honestidade dos gestores deve ser confiável e uniforme, pois um gestor propenso a exagerar pode distorcer os resultados do orçamento.